# Cariamiformes
Cariamiformes är en föreslagen ordning inom fåglarna som omfattar en grupp med flygoförmögna fåglar som har existerat i 63 miljoner år. Gruppen omfattar familjerna seriemor (Cariamidae), Phorusrhacidae, Bathornithidae och Idiornithidae. Traditionellt har denna grupp behandlats som en underordning till tran- och rallfåglarna (Gruiformes) men baserat på morfologiska och genetiska studier  så diskuterar man möjligheten att denna grupp utgör en egen ordning, närmast besläktad med falkarna (Falconidae), papegojorna (Psittaciformes) och tättingarna (Passeriformes). Merparten av denna ordning utgörs av förhistoriska, utdöda arter och de enda två idag existerande fåglar från denna ordning är de båda arterna inom familjen seriemor.